# Филимонов, Виктор Сергеевич
Виктор Сергеевич Филимонов (5 ноября 1941 — 18 апреля 2013) — доктор экономических наук, профессор, в 2000—2002 ректор ТСХА.

## Биография
Родился на Смоленщине. Окончил среднюю школу. Работал в колхозе бригадиром комплексной бригады.
Служил в ВМФ. В 1971 г. с отличием окончил экономический факультет ТСХА и был оставлен в аспирантуре. После защиты диссертации — ассистент, старший преподаватель, доцент кафедры статистики ТСХА.
В 1993 г. защитил докторскую диссертацию, тема «Проблема резервов повышения эффективности сельскохозяйственного производства: (Методология и экономико-статистический анализ)»

С 1994 профессор.
В 1996—2000 декан экономического факультета. С 2000 по ноябрь 2002 ректор РГАУ-ТСХА.